# Korva
Korva är en by vid Torne älv i Övertorneå kommun precis norr om Övre Kuivakangas. SCB klassade fram till och med år 2000 Korva som en småort namnsatt till Maaherra+Aili+Kieri, vilket är namnen på tre hemman. 
Namnet är en förkortning av det tidigare namnet Torakankorva. På en kulle i Korva, Keksinrova, finns en sten rest till minne av 1600-talsskalden Antti Keksi.
Holmarna Kärjösaari, Puitonsaari, Torakansaari och Marjosaari ligger i Torne älv på den svenska sidan och i närheten av Korva. Marjosaari är störst och ligger på finska sidan om riksgränsen. De övriga närmaste öarna på den finska sidan är Kustonhieta och Kuussaari.
Före freden i Fredrikshamn 1809 var Korva en del av Marjosaari by. På andra sidan älven ligger Finland och orten Kaulinranta.
Hietalas handelsträdgård finns i Korva.

## Befolkningsutveckling
| Befolkningsutvecklingen i Maaherra, Aili och Kieri 1990–2000                                                                                   | Befolkningsutvecklingen i Maaherra, Aili och Kieri 1990–2000 | Befolkningsutvecklingen i Maaherra, Aili och Kieri 1990–2000 | Befolkningsutvecklingen i Maaherra, Aili och Kieri 1990–2000 | Befolkningsutvecklingen i Maaherra, Aili och Kieri 1990–2000 |
| --- | ------------------------------------------------------------ | ------------------------------------------------------------ | ------------------------------------------------------------ | ------------------------------------------------------------ |
| |                                                              |                                                              |                                                              |                                                              |
| År |                                                              |                                                              | Folkmängd                                                    | Areal (ha)                                                   |
| 1990 | 1990                                                         |                                                              | 30                                                           | 14##                                                         |
| 1995 | 1995                                                         |                                                              | 50                                                           | 14#                                                          |
| 2000 | 2000                                                         |                                                              | 54                                                           | 14#                                                          |
| Anm.: Ny småort 1995. Upphörd som småort 2005. # Som småort. ## Befolkningen 31 december 1990 inom det område som avgränsades som småort 1995. |                                                              |                                                              |                                                              |                                                              |

1995 kallades småorten för Övertorneå:2. I oktober 2017 fanns det enligt Ratsit 62 personer över 16 år registrerade med Korva som adress.